# Мориц Були
Мориц Були (Београд, 26. август 1876 – Београд, 23. август 1936) београдски Сефард,  српски лекар, резервни санитетски потпуковник, учесник Балканских ратова од 1912. до 1913. године и Првог светског рата, основач   првог диспанзер за сифилис у Београду и идејни творац Дезинсекционог завода  у Београду.

## Живот и каријера
Рођен је 26. август 1876. године у Београду у породици  Едија Булија трговца, банкара и посланика Народне скупштине.  Детињство је провео у Београду у коме је завршио и основно школовање.

### Школовање у иностранству
Мориц је  у Дрездену и Лајпцигу завршио средњу школу, а медицину је студирао    петнаест семестара на пет универзитета у Немачкој  и Швајцарској. Специјализацију из бактериологије обавио је на  Универзитету у Берлину (Кохов институт), а докторске студије окончао је стицањем доктората из бактериологије 1905. у Немачкој.

### Повратак у Србију и учешће у ратовима
У Краљевину Србију се вратио 1910. године на позив српске владе  како би српској здравственој служби као искусни бактериолог помогао у сузбијању куге која је харала у селу Уровице у близини близини Обреновца.
Исте године када је допутовао у Србију организовао је бактериолошку службу у Београду, односно први стални „Бактериолошки лабораторијум” у Београду. Под  управом др Морица Булија  (као првог српског бактериолога) лабораторијум је радио до 1912. године.
Учешће у Балканским ратовима
У Балканским ратовима радио је у чину капетана 2. кл. (у резервни), као лекар пољске болнице Дринске дивизије I позива и лекар VII пука II позива. Током ових ратова за време опсаде Једрена 1912. године вршио је епидемиолошко извиђање и истраживао узроке појаве колере у српској турској и бугарској војсци и потом у Куманову.   Након што је утврдио да су у питању случајеви азијатске колере, наредио је спровођење за то време најзначајнијих противепидемијских мере за њено сузбијање и сам справио колеричну вакцину и извршио успешну вакцинацију локалних јединица српске војске.
По завршетку Првог балканског рата био је додељен Војној болници у Београду као бактериолог.
Учествовао је и у  Другом балканском рату у коме је заробљен у Ђевђелији, заједно са са болесницима које је лечио. Након пет дана ослобођен, од стране грчких војника који су потиснули непријатеље и заузела Ђевђелију.
Учешће у Првом светском рату
У Првом светском рату у јесен 1914. и зиму 1915. године учествовао је у сузбијању епидемије пегавог и повратног тифуса као припадник противепидемијске службе Ниша на месту болничког бактериолог у Војној болници у Нишу и том приликом записао...овим  двема  заразама  (пегави  тифус  и  повратна  грозница)  пало  је  на  жртву  више  од 100.000 људских живота...нажалост многи (лекари) нису веровали у преношење ових болести путем вашију...“, апострофирајћи чињеницу да су ..веома мали број лекара... и апсолутно немање средстава и апарата за дезинфекцију...били дефаворизујући фактори.
У пролеће 1915. године упућен је у Београд, у војну болницу под управом Америчке мисије, а потом и у Солун у коме је  сарађивао је са грчким санитетом на сузбијању куге.
Током повлачења кроз Албанију, из Скадра је упућен на Цетиње, и учествовао на сузбијању случајева колере. Са солунског фронта упућен је као лекар да на енглеском санитетском броду „Деван“ лечи евакуисане болесмике. Након што се са брода искрцао  у Бриндизију  разболео од упале плућа, због које је упућен на лечење у Швајцарску.
По излечењу допутовао је на Крф на коме је отворио бактериолошку лабораторију и војну амбуланту за сифилис у замку Ахилеон, у селу Гастури на острву Крфу,  који су као војну болницу користиле француске и српске трупе о чему сведочи натпис посвећен српској војсци.

### На крају животног пута
Преминуо је 23. августа 1936. године у Београду у 59 години живота. Сахрањен је у породичној гробници на Сефардском гробљу, преко пута Новог гробља у Гробљанској, данас Рузвелтовој улици.

## Дело
Посебно је проучавао азијатску колеру и кугу. Био је сарадник професора Васермана, као и Хендела у Царском здравственом заводу (1909-1910).    У овом рату самоиницијативно је започео вакцинисање српских војника против колере вакцинама добијеним од грчког санитета.
Пред Први светски рат био је на двомесечном студијском путовању у Бечу. По повратку, основао је у Београду први диспанзер за сифилис и увео Васерманову методу у дијагностику.   У овом периоду сарађивао је, у Сересу крај Солуна, са др Хиршфелдом.
После рата залагао се за изградњу савременог водовода у Београду. На основу његових упутстава изграђен је Дезинфекциони завод у Београду.
На  основу  његових  упутстава и нацрта изграђен  је Дезинсекциони завод  у Београду, који се по својој  уређености  убрајао  у  ред   најмодернијих  дезинсекционих  завода  у Европи.